# HK Arystan Temirtau
Der HK Arystan Temirtau (russisch ХК Арыстан Темиртау) ist ein Eishockeyklub aus dem kasachischen Temirtau. Der Verein nimmt seit 2010 an der Kasachischen Meisterschaft teil.

## Geschichte
Das Eishockeyteam wurde im Jahre 1960 als Stroitel Temirtau gegründet und nahm an den regionalen Meisterschaften teil. 1973 wurde der Aufstieg in die drittklassige Wtoraja Liga geschafft. Drei erfolglose Aufstiegsversuche unternahm das Team in den Jahren 1981, 1983 und 1989, um in die zweitklassige sowjetische Perwaja Liga zu gelangen. Der ersehnte Aufstieg wurde erst im vierten Anlauf 1991 geschafft. Nach der Spielzeit 1990/91 wurde der Verein in HK Bulat Temirtau umbenannt. Nach dem Zerfall der Sowjetunion rutschte die Mannschaft erneut in die Drittklassigkeit ab, wo sie bis zum Jahre 1999 an der russischen Meisterschaft teilnahm.
Für die Saison 1994/95 wurde das Team erstmals als Teilnehmer am IIHF Federation Cup nominiert. In der Gruppe C der Vorrunde wurde zuerst HK Lewski Sofia aus Bulgarien mit 12:1 geschlagen. Das anschließende Finale wurde gegen den serbischen Vertreter HK Partizan Belgrad mit 2:4 verloren, somit schied das Team aus Temirtau aus dem weiteren Turnierverlauf aus.
Von 1999 bis 2005 hieß die Mannschaft HK ZSKA Temirtau und wurde nach der Spielzeit 2004/05 aufgrund finanzieller Schwierigkeiten aufgelöst. 2010 wurde der Verein erneut als HK Arystan Temirtau gegründet und spielt seither in der höchsten Liga Kasachstans.
Nachdem der Klub schon während der Spielzeit 2014/15 finanzielle Probleme hatte und zu einigen Auswärtsspiele nicht antrat, wurde der Spielbetrieb im Frühsommer 2015 vorübergehend eingestellt, aber zur folgenden Saison wieder aufgenommen. 2017 erreichte Arystan als Siebter der Vorrunde durch Playoff-Siege gegen den Vorrundenzweiten HK Beibarys Atyrau und den Vorrundensieger HK Arlan Kökschetau erstmals seit 1995 das Endspiel der kasachischen Meisterschaft, das allerdings gegen Nomad Astana mit 3:4-Siegen knapp verloren wurde.

## Sponsoren
Der Hauptsponsor des Teams ist der weltweit größte Stahlproduzent Mittal Steel Company.

## Erfolge
- Kasachischer Meister: 1999
- Kasachischer Pokalsieger: 2011